# Nedvězí (Rabyně)
Nedvězí je malá vesnice, část obce Rabyně v okrese Benešov. Nachází se asi 2 km na východ od Rabyně. V roce 2009 zde bylo evidováno 43 adres. Nedvězí leží v katastrálním území Rabyně o výměře 9,59 km².

## Historie
První písemná zmínka o vesnici pochází z roku 1362.
Za druhé světové války se ves stala součástí vojenského cvičiště Zbraní SS Benešov a její obyvatelé se museli 15. září 1942 vystěhovat.

## Významní rodáci
- Emanuel Leminger – český pedagog a archeolog

## Galerie

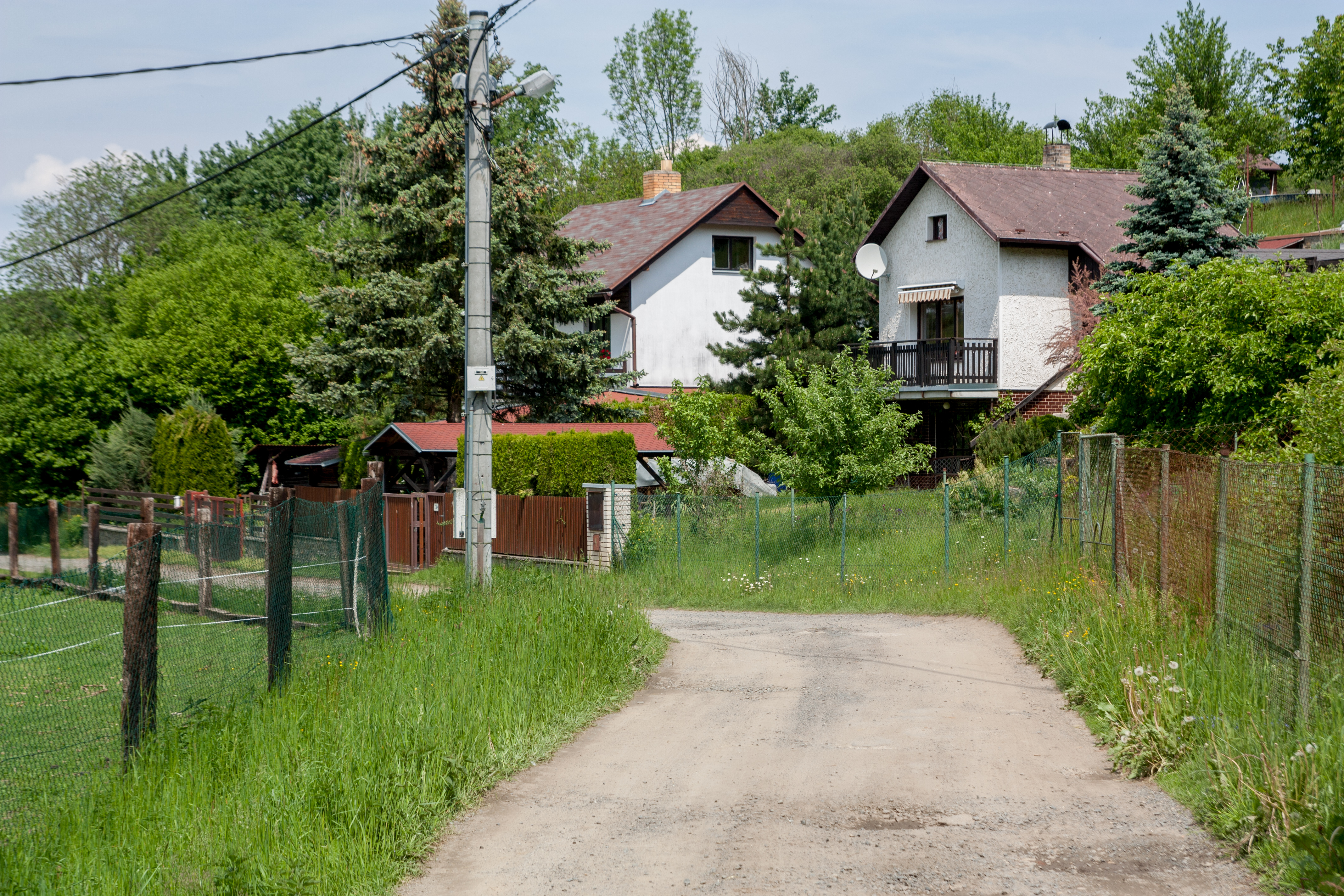
Chaty
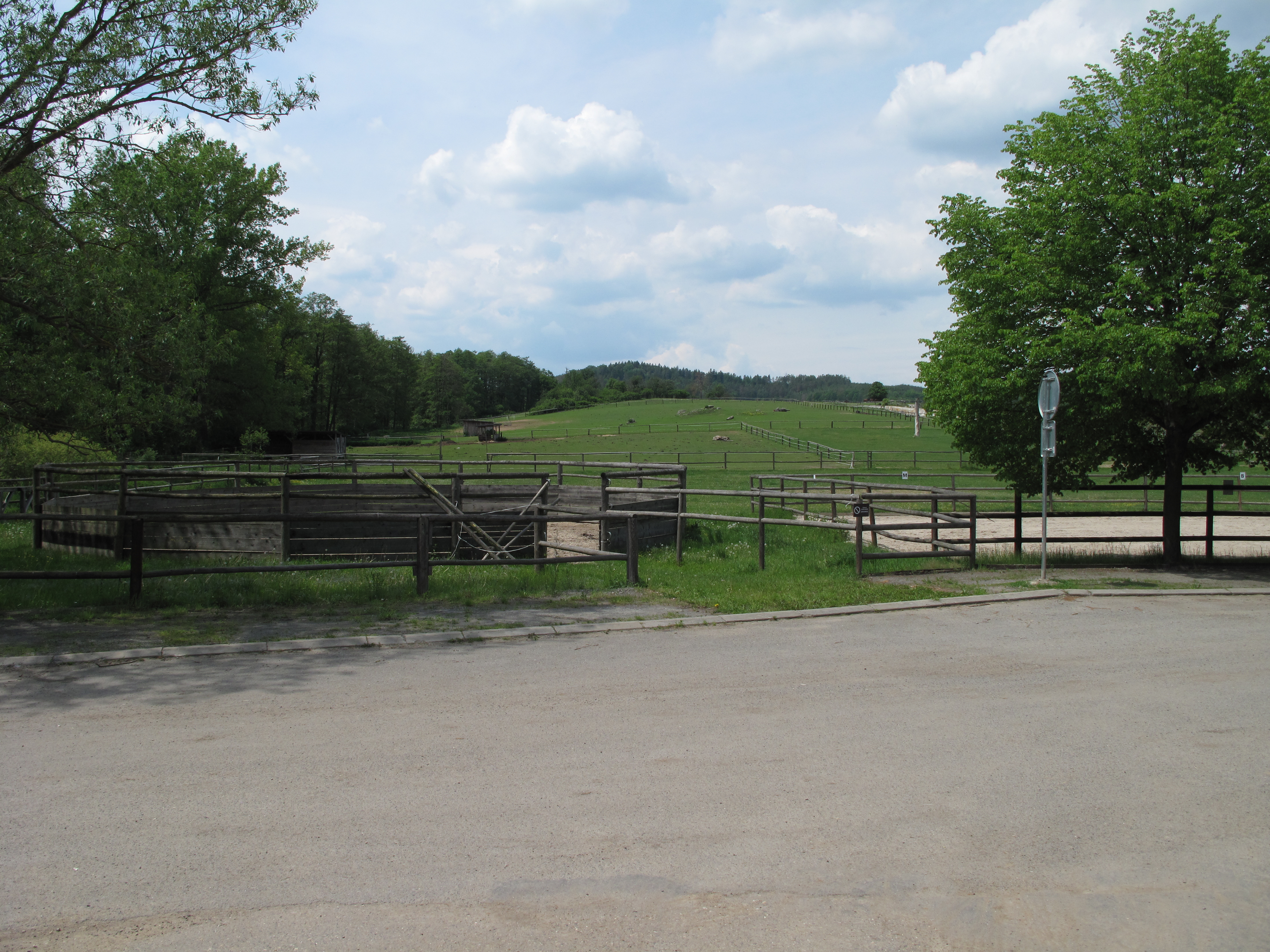
Pastvina
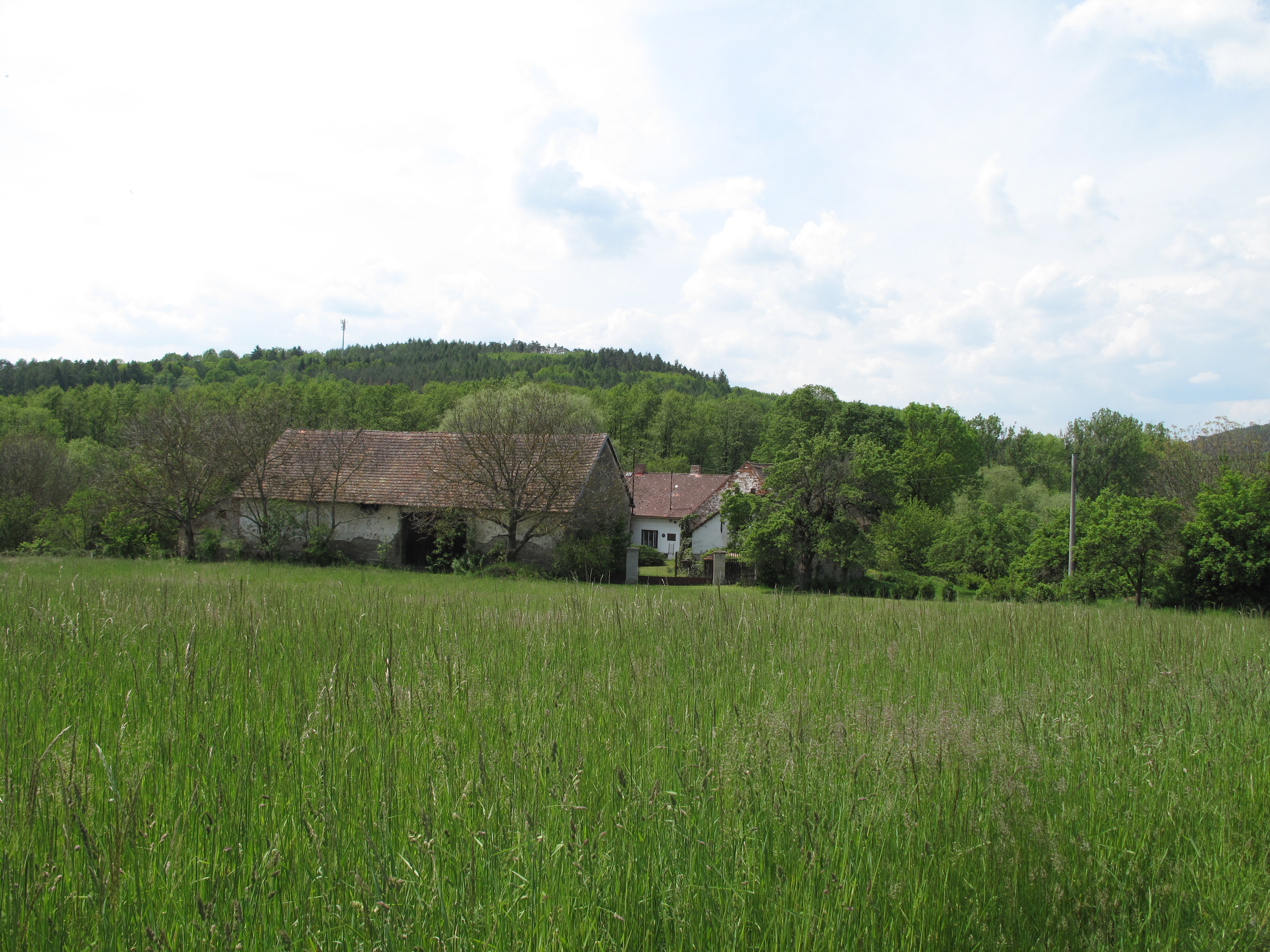
Chalupa se stodolou